# Francesco Granacci

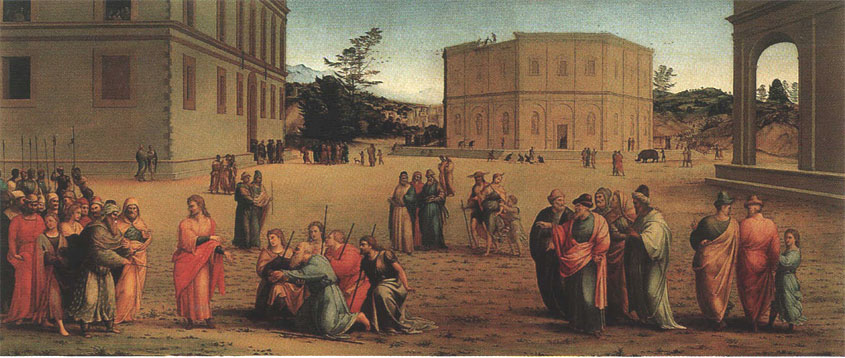
Joseph présentant son père et ses frères au Pharaon, Florence, musée des Offices.

Francesco Granacci, né à Villamagna en 1469 et mort à Florence le 30 novembre 1543, est un peintre maniériste florentin.

## Biographie
Formé à l'atelier de Domenico Ghirlandaio qu'il fréquente avec son ami Michel-Ange, ils entrent, sur ses recommandations, à l'école de Laurent le Magnifique près du Giardino di San Marco.
En 1504, il fit partie de la commission appelée à décider de l'emplacement du David de Michel-Ange et, en 1508, il fut appelé par Michel-Ange lui-même pour aider avec d'autres artistes à la décoration de la chapelle Sixtine. En 1515, il participa à l'aménagement des appartements pour la venue de Léon X, et dans la même période, il peignit les panneaux pour la chambre Borgherini.
Dans les années 1520, il exécuta de nombreux retables pour la région florentine. Solides et bien proportionnées, ses œuvres sont exemptes des inquiétudes de ses contemporains (Montemurlo, San Pietro à Quintole, Santa Maria à Cintoia bassa, San Donnino à Villamagna, santa Verdiana à Castelfiorentino). 
Vers 1527, il représenta l'Entrée de Charles VIII à Florence (musée des Offices). 
Le Martyre des dix mille saints, à San Simone, est une œuvre tardive de la fin des années 1530.
Il repose à l'église de Sant'Ambrogio à Florence.

## Œuvre
Dans les collections publiques
- Bath, Corsham Court : Annonciation.
- Florence :
  - Galleria dell'Accademia : Madonna della cintola[2] (« La Vierge laisse tomber sa ceinture pour convaincre saint Thomas l'incrédule de son Assomption »), peinture sur bois, 300 × 181 cm, provient de l'église San Pier Maggiore[3].
  - musée des Offices : Joseph présentant son père et ses frères au Pharaon, huile sur bois, 95 × 224 cm.
- Toulon, musée d'art de Toulon : Vierge et l'Enfant avec saint Jean-Baptiste, huile sur bois, 107 × 79 cm

Dans les collections privées
- Lamentation sur le corps du Christ avec saint Jean-Baptiste, vers 1517-1520, huile sur bois, 70,5 × 109,8 cm, collection Alana (acquisition en 2012), Newark (Delaware), États-Unis[4]